# La Virgen del Camino
La Virgen del Camino est une localité du municipio (municipalité ou canton) de Valverde de la Virgen, dans la comarque de Tierra de León, province de León, communauté autonome de Castille-et-León, dans le Nord de l'Espagne.
Cette localité est une halte sur le Camino francés du Pèlerinage de Saint-Jacques-de-Compostelle.

## Économie
L'Aéroport de León est sur le territoire de la commune.

## Culture et patrimoine

### Pèlerinage de Compostelle
Sur le Camino francés du Pèlerinage de Saint-Jacques-de-Compostelle, on vient de Trobajo del Camino dans le municipio de San Andrés del Rabanedo.
La prochaine halte est Valverde de la Virgen par le Camino Real ou Fresno del Camino puis Oncina de la Valdoncina par la Calzada de los Peregrinos.

#### Légende de la Vierge du Chemin

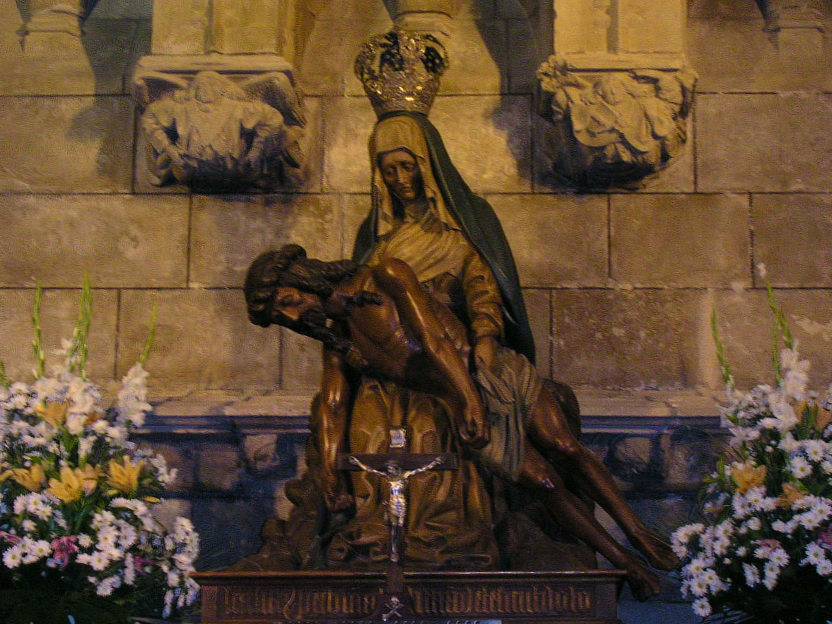
Représentation de la Vierge du Chemin dans la cathédrale de León.

### Jumelage
La commune a répondu favorablement à la recherche du village français d'Aulnay qui est lui aussi sur un des Chemins de Compostelle. Le jumelage devrait être effectif d'ici la fin de l'année 2011.

## Sources et références
- (es) Cet article est partiellement ou en totalité issu de l’article de Wikipédia en espagnol intitulé « La Virgen del Camino » (voir la liste des auteurs).
- Grégoire, J.-Y. & Laborde-Balen, L. , « Le Chemin de Saint-Jacques en Espagne - De Saint-Jean-Pied-de-Port à Compostelle - Guide pratique du pèlerin », Rando Éditions, mars 2006,  (ISBN 2-84182-224-9)
- « Camino de Santiago St-Jean-Pied-de-Port - Santiago de Compostela », Michelin et Cie, Manufacture Française des Pneumatiques Michelin, Paris, 2009,  (ISBN 978-2-06-714805-5)
- « Le Chemin de Saint-Jacques Carte Routière », Junta de Castilla y León, Editorial

1. ↑  Jumelage compostellan